# Chinese Doctors
Chinese Doctors (Chinees: 中国医生; Pinyin: Zhong guo yi sheng) is een Chinese film uit 2021, geregisseerd door Andrew Lau. De film vertelt het verhaal van dokters en verpleegkundigen die vochten tegen de COVID-19-pandemie in het Wuhan Jinyintan-ziekenhuis. De film ging in première in China op 9 juli 2021, ter herdenking van de 100ste verjaardag van de Communistische Partij van China.

## Rolverdeling
| Acteur      | Personage    |
| ----------- | ------------ |
| Zhang Hanyu | Zhang Jingyu |
| Yuan Quan   | Wen Ting     |
| Zhu Yawen   | Tao Jun      |
| Li Chen     | Wu Chenguang |